# Joseph Cotten
Joseph Cheshire Cotten (15. maj 1905 i Petersburg, Virginia, USA – 6. februar 1994 i Westwood, Californien, USA) var en amerikansk filmskuespiller.
Han teaterdebuterede i 1930, og fra 1937 ved Orson Welles' Mercury Theatre. Han fik en betydelig filmdebut som kritikeren Leland i Citizen Kane (1941), opfulgt af større roller i The Magnificent Ambersons (Familien Amberson, 1942) og Journey into Fear (Angsten for det ukendte, 1943). Han havde også betydelige roller i Hitchcocks Shadow of a Doubt (I tvivlens skygge, 1943) og Cukors Gaslight (Gaslys, 1944), foruden hovedrollen i The Third Man (Den tredje mand, 1949). I alle disse film opviste han en karakteristisk intelligent og reserveret spillestil, men fra 1950'erne af, efter bl.a. Niagara (1953) og The Killer is Loose (Morder på fri fod, 1956), blev filmene højst ujævne. Han udgav selvbiografien Vanity Will Get You Somewhere i 1987.